# 第23回ニューヨーク映画批評家協会賞
『第23回ニューヨーク映画批評家協会賞』は、1957年の優秀な映画に贈られた賞である。

## 受賞
- 作品賞：
  - 『戦場にかける橋』
- 主演男優賞：
  - アレック・ギネス - 『戦場にかける橋』
- 主演女優賞：
  - デボラ・カー - 『白い砂』
- 監督賞：
  - デヴィッド・リーン - 『戦場にかける橋』
- 外国語映画賞：
  - 『居酒屋』（ フランス）